# Рещ
Рещ (на персийски: رشت, в превод дъждовен град) е град в Иран, център на остан Гилян. Населението му е над 560 000 души. Намира се на река Сефид руд и е близо до брега на Каспийско море. Сефид руд е най-голямата река в провинция Гилан, която се влива в Каспийско море. Разположен е на 300 км. от столицата Техеран. Известен е със старите си колоритни базари. Най-известният от тях е откритият базар Рещ, който датира от Сефевидската ера.  През 1920-1921 градът е център на Персийската съветска социалистическа република, начело с Мирза Кучек хан.
Градът има 5 университета, един от които е партньор на Берлинския университет. В града има ЖП гара и летище. Рещ е един от проспериращите и развити градове на Иран.
Рещ има влажен субтропичен климат, с топли и влажни лета и студена и мокра зима. Той е един от най-влажните градове в Иран.
Градът е построен през Сасанидската епоха, но добива важност по време на управлението на шах Абас I Велики от Сефевидската династия.
Рещ е бил важен търговски и земеделски център.
Градът е бил окупиран от руснаците и след това от въоръжените сили на Великобритания през Първата световна война.

## Побратимени градове
- Трабзон, Турция
- Рещ, Таджикистан
- Кутаиси, Грузия
- Казан, Русия

### Градове в близки отношения с Рещ
| - Берлин, Германия - Москва, Русия - Лийдс, Великобритания - Марсилия, Франция | - Манила, Филипини - Багдад, Ирак - Амстердам, Холандия |